# Golpe de Estado en Níger de 2010
El golpe de Estado en Níger de 2010 ocurrió en Níger el 18 de febrero de 2010. El palacio presidencial en Niamey fue atacado al mediodía, con un saldo de daños estructurales y varios muertos, según testigos del hecho. El presidente Tandja Mamadou dirigía en esos momentos una reunión de gobierno en el palacio y fue capturado por soldados rebeldes. Horas más tarde se anunció por televisión la formación de una junta militar de gobierno llamada Consejo Supremo para la Restauración de la Democracia (CSRD), que suspendió la constitución y disolvió las instituciones emanadas de ésta.

## Contexto
El golpe de Estado ocurrió al cabo de un año de crisis política en el Níger relacionada con los intentos del presidente Tandja por extender su mandato más allá de diciembre de 2009, fecha en que originalmente debía terminar su segundo periodo.

### La campaña por el referendo constitucional

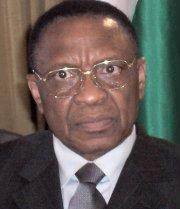
Tandja Mamadou, Presidente de Níger capturado por el golpe de Estado.

A fines de 2008 unos simpatizantes de Tandja, los llamados tazarchistas (del hausa تزرث tazarce, "continuidad"), pusieron en marcha una campaña para exigir la extensión del mandato presidencial. Según la constitución de 1999, el presidente no puede ejercer más de dos mandatos de 5 años. Luego de haber afirmado, en marzo de 2009, que no contendería por un tercer periodo, Tandja alegó que el pueblo quería su permanencia en el cargo, disolvió la Asamblea Nacional en mayo de 2009 y luego nombró un nuevo tribunal constitucional. El 5 de junio, el Consejo de Ministros y el presidente aprobaron un referendo que debía celebrarse el 4 de agosto para la modificación de la constitución a fin de permitirle a Tandja presentar su candidatura y extender tres años su periodo en el cargo. La nueva constitución también amplió las facultades de Tandja al eliminar la república semipresidencialista e instaurar el presidencialismo.

### Reacción nacional e internacional al referendo
La oposición reaccionó fúricamente a los intentos de Tandja por permanecer en el cargo y lo acusó de dictador. Tandja también encaró fuertes críticas internacionales y regionales como consecuencia de los acontecimientos de 2009; Níger fue suspendido del organismo regional CEEAO, y algunos países de Occidente suspendieron su ayuda.
Si bien Tandja esgrimía la necesidad de permanecer en el cargo para supervisar diversos proyectos de tremendo valor económico, otros pensaban que el Níger, como una de las naciones más pobres del mundo, mal podía soportar el mínimo aislamiento. La exministro de Información Mariama Gamatié afirmó que el Níger estaba "justo en medio de una hambruna" y sentenció respecto de Tandja que "no podemos permitirnos satisfacer su ego."

### Diálogo internigerino

Localización del Níger.

Un diálogo internigerino de salida de crisis que venía dándose entre el poder y la oposición con la mediación de la CEEAO quedó suspendido la semana anterior al golpe de Estado.

### Breve semblanza de Tandja
Tandja es uno de los políticos de más larga duración del Níger. Ingresó a la política con su participación en el golpe de Estado de 1974 que llevó a Seyni Kountché al poder. Ocupó varios cargos de alto nivel en el gobierno de Kountché y luego encabezó el Movimiento Nacional por la Sociedad de Desarrollo (MNSD) como dirigente de oposición durante los años 1990. Un golpe de Estado abrió el camino a comicios libres y justos en los que Tandja resultó elegido presidente.

## Violencia inicial
Se reporta que un grupo de soldados de un cuartel en Tondibia, cerca de Niamey, entró a la ciudad con vehículos blindados al mediodía del 18 de febrero de 2010 y abrió fuego contra el palacio presidencial, causando daños en el edificio. Esto ocurrió cuando empezaba una junta de gobierno presidida por Tandja. Cerca del palacio presidencial se oyeron disparos y explosiones "sin parar" durante unos 30 minutos, seguidos por "disparos esporádicos". Un "alto funcionario francés" indicó a la agencia noticiosa Agence France-Presse que estaba en marcha un intento de golpe de Estado y que "pareciera que Tandja no está en buena posición". Como resultado del ataque, Tandja al parecer fue capturado por los soldados rebeldes.
Se reporta que al menos 10 personas, entre ellas 4 soldados, resultaron muertas. El Gobierno francés pidió a los ciudadanos franceses en Niamey no salir de sus casas para no arriesgarse.
Ya empezada la violencia, las calles del centro de la ciudad rápidamente quedaron desiertas, pues los civiles buscaron refugiarse de los acontecimientos. La radiodifusora nacional Voix du Sahel siguió transmitiendo, aunque fue interrumpida durante 15 minutos. Posteriormente, la difusora no mencionó la violencia durante un habitual corte noticioso vespertino y tocó música tradicional.

## Acontecimientos posteriores
Horas después de la violencia inicial, se informó que el golpe, liderado por el militar Abdoulaye Adamou Harouna (mayor según unas fuentes, coronel según otras), había sido un éxito. Tandja y sus ministros fueron capturados y detenidos en un punto cercano al palacio. La radio nacional transmitió música militar.
Más avanzado ese día, se anunció por televisión la formación de una junta militar de gobierno llamada Consejo Supremo para la Restauración de la Democracia. A nombre del CSRD, el coronel Goukoye Abdul Karimou, rodeado de otros militares, anunció que se suspendía la constitución y se disolvían las instituciones del Estado, como la Asamblea Nacional. Llamó a la calma y la unidad nacional del pueblo y llamó "a la opinión nacional e internacional a apoyarnos en nuestro acto patriótico para salvar al Níger y a su población de la pobreza, de la mentira y de la corrupción." Según Karimou, las fuerzas armadas habían actuado al sentir la necesidad de resolver "la tensa situación política" del Níger. En el anuncio no se mencionó a Tandja ni tampoco se aclaró cuánto tiempo pretendía el CSRD conservar el poder. Sí se dijo, no obstante, que las fronteras nacionales estaba cerradas y que esa noche se había impuesto un toque de queda.
Aunque se reportó que la acción golpista era dirigida por Adamou Harouna, el CSRD estaba encabezado por Salou Djibo, un coronel que había sido el comandante de la Zona Militar 1, que comprende Niamey, la región de Dosso y la región de Tillaberi. En tal cargo, comandaba alrededor del 40% del arsenal de las Fuerzas Armadas nigerinas. En el momento del golpe de Estado se le consideraba una figura oscura, poco conocida por el público en general. La presencia en la junta de algunos oficiales que anteriormente habían participado en el golpe de Estado de 1999, que llevó a elecciones libres y justas en un periodo relativamente corto, elevó la esperanza en algunos sectores de que el CSRD actuara de modo similar.
Según Reuters, la vida en Niamey había vuelto a la normalidad en gran medida para el 19 de febrero y había "una sensación de alivio y esperanza de cambio" después de un año de crisis política y semiaislamiento. El gobierno siguió funcionando, administrados los ministerios por sus secretarios generales.

## Reacciones
- ONU: Marie Okabe, portavoz de la Organización de las Naciones Unidas (ONU), pidió que "pronto se regrese al orden constitucional en la resolución de la crisis política del año pasado", siguiendo el llamamiento realizado por el secretario general Ban Ki-moon.[25]

- Unión Africana: Jean Ping, cabeza de la Unión Africana, condenó el golpe de Estado nigerino y manifestó su inquietud.[15]

- Estados Unidos: Philip J. Crowley, portavoz del Departamento de Estado de los Estados Unidos, declaró: "Ésta es una situación difícil. El presidente Tandja ha venido tratando de ampliar su periodo en el cargo [...] y, evidentemente, eso bien pudo haber sido un acto de su parte que precipitara este acto hoy. Claramente, nosotros de ningún modo o forma defendemos la violencia de este tipo, pero claramente nos parece que esto pone de relieve que el Níger tiene que proceder con elecciones y la formación de un nuevo gobierno."[26][27][28]

- Francia: También Francia, ex potencia colonial del Níger, ha "condenado" la toma del poder "por vías extraconstitucionales" y ha llamado al diálogo y a la "responsabilidad" de todos los actores.[29][30]